# Guilherme Castilho
Guilherme Castilho (Arapoema, Tocantins; 19 de septiembre de 1999) es un futbolista brasileño que juega como medio centro y su equipo actual es el Fútbol Club Juárez de la Primera División de México.

## Inicios
Debutó en su país natal Brasil con el equipo del Mirassol Futebol Clube en el año 2017, al momento de debutar tenía 17 años aunque disputaría pocos partidos.
Después de su debut fueron varios equipos en los cuales estuvo presente, siendo el Atlético Mineiro, Confiança, Juventude, y el Ceará S. C.. En dichos equipos solo se mantenía en calidad de préstamo siendo pocos partidos los cuales disputaría, siendo los últimos tres equipos ya mencionados en los cuales destacaría.

### Fútbol Club Juárez
Llega al equipo fronterizo para reforzarlo de cara al Apertura 2024 en calidad de préstamo con opción de compra, por parte del Ceará S. C..
Finalizado el Apertura 2024 los Bravos de Juárez harían válida la opción de compra.